# Georg IV av Imeretien
Georg IV av Imeretien, död 1716, var en georgisk monark. Han var kung i kungariket Imeretien 1716.